# 高砂文雅集
《高砂文雅集》，1914年9月刊行，為臺灣日治時期出版的第一本書畫圖錄，由吉川利一及松尾德壽等人編輯，高砂文集社出版。本集內容收錄臺灣與日本官員、全島當代名家、勝流揮毫之書畫作品約七百餘件，亦有主編二人的多件假名和歌與漢字書法等作品。收錄作品以在臺日籍文武官員及諸名士為主，臺籍書畫名家如趙雲石、羅秀惠、楊鵬摶、洪以南、蔡碧吟、羅百祿、廖用其、王石鵬、蘇孝德、李逸樵等人亦有作品收錄其中。